# 三十人之戰

1351年布列塔尼内战期间，布列塔尼和法蘭西骑士在三十人之戰中的旗帜。

三十人之战（英語：Combat of the Thirty），发生在1351年3月26日，是布列塔尼继承战争中的一个插曲，这场战争旨在确定谁将统治布列塔尼公国。这是一場事先約定，由冲突双方各自选定战斗人员的战斗，地点位在布列塔尼的若斯蘭城堡和普洛埃梅勒之间，双方各由戰士、骑士和侍从組成三十人的隊伍參戰。這場對決中雙方的隊長分別是讓·德·博曼瓦和羅伯特·本博羅。前者代表由法王腓力六世支持的夏爾·德·布盧瓦，後者代表英王愛德華三世支持的讓·德·蒙福爾。
經過一場激戰後，最終由布盧瓦派獲得勝利。這場戰鬥後來受到中世紀編年史家與吟遊詩人讚頌，將其視為騎士精神的崇高體現。根據尚·傅華薩描述：「雙方的英勇奮戰，好似他們皆為羅蘭與奧利佛的化身。」

## 背景及起因
布列塔尼爵位继承战争是蒙福爾家族和布卢瓦家族之间为爭奪布列塔尼公爵爵位所爆發的戰爭。由於他們分別受到英格蘭王國和法蘭西王國的支持，而被視為是英法百年戰爭之中的一場代理人戰爭。當這場戰鬥發生時，雙方正陷入戰爭的僵局中。
羅伯特·本博羅是一名骑士，領導蒙福爾派所控制的普洛埃梅勒，他收到布盧瓦派的若斯蘭隊長讓·德·博曼瓦所下的單挑挑戰。根據尚·傅華薩所述，當本博羅提議讓20至30名騎士進行對決時，博曼瓦熱情的同意了。
舉辦這場對決的动机尚不清楚。最早的书面资料将其描述为纯粹的骑士精神展現，旨在榮耀骑士們为之而战的女士们：布列塔尼公爵夫人讓娜（布卢瓦家族）和法蘭德斯的喬安娜（蒙福爾家族）。當時這兩位女性分別領導這兩個派系，因為讓娜的丈夫遭到囚禁，而喬安娜的丈夫已逝且兒子尚且年幼。當時的編年史家讓·勒貝和尚·傅華薩都將這場戰鬥描述為純粹的榮譽對決，而非個人仇恨。勒貝表示他的情報是從一名參戰人員中所獲得，而傅華薩可能只是復述了勒貝的版本。

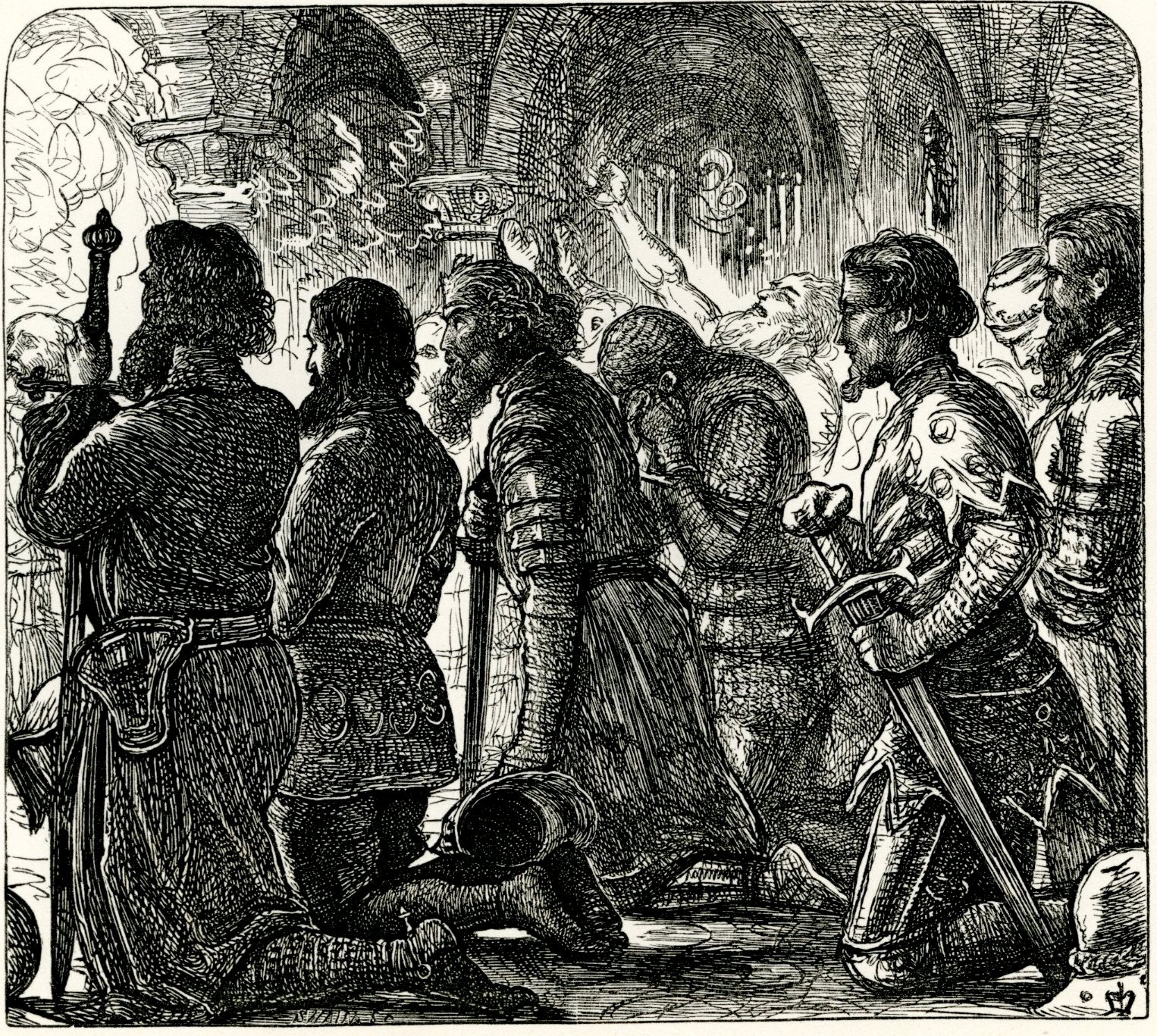
博曼瓦的骑士們在战斗前跪下祈祷。出自約翰·艾佛雷特·米萊為《布列塔尼歌謠》譯本所作的插畫。

然而在民谣中則有不同的描述。最早的一首是由布盧瓦派的支持者所寫，他將本博羅與他的騎士描述成無情的掠奪者，迫使居民向博曼瓦求助；博曼瓦則被描述成為手無寸鐵的人民挺身而出的英雄。這名詩人還將博曼瓦描繪成信仰上帝的虔誠基督教徒典範，本博羅則成了梅林預言的信徒。這一版本後來在皮埃爾·勒博所著的《布列塔尼史》中被標準化，其中本博羅的殘暴被解釋為為湯瑪斯·達沃斯復仇的渴望。
無論原因為何，這場戰鬥是以當時流行的騎士競技遊戲「武藝之路」（流行於14到15世紀，由一名或多名騎士參與，在觀光景點或城門、重要道路舉辦，騎士若想通過需接受挑戰，否則受辱。）的形式舉辦。場地位在普洛埃梅勒和若斯蘭之間的chêne de Mi-Voie（直譯為中途的橡樹），以團隊比武的方式進行。除了有預先確定的參加人員，還準備了餐點，並開放讓許多觀眾參與。傅華薩描述了本博羅在戰鬥前的演說：「讓我們全力以赴、盡力而為，讓未來的人們在會堂裡、宮殿裡、在公眾場所和世界上的所有地方都講述今天的故事。」這段演說可能並非真實發生，但展現了傅華薩的看法。
博曼瓦率領三十名布列塔尼戰士。本博羅的隊伍中則有二十名英格蘭人（包含羅伯特·諾爾斯和休·卡維利）、6名日耳曼傭兵和4名支持蒙福爾派的布列塔尼人。目前尚不清楚本博羅是英格蘭人還是日耳曼人，他的名字有許多拼寫方法，他的名字有時是羅伯特，有時是理查德。勒貝和傅華薩都說他是日耳曼騎士，但現代史學家表示懷疑。布盧瓦派的參戰成員資料比較清晰，除了博曼瓦的名字有時候會被寫成羅伯特。相對的，蒙福爾派的參戰成員身分就比較混亂而不確定。

## 战斗

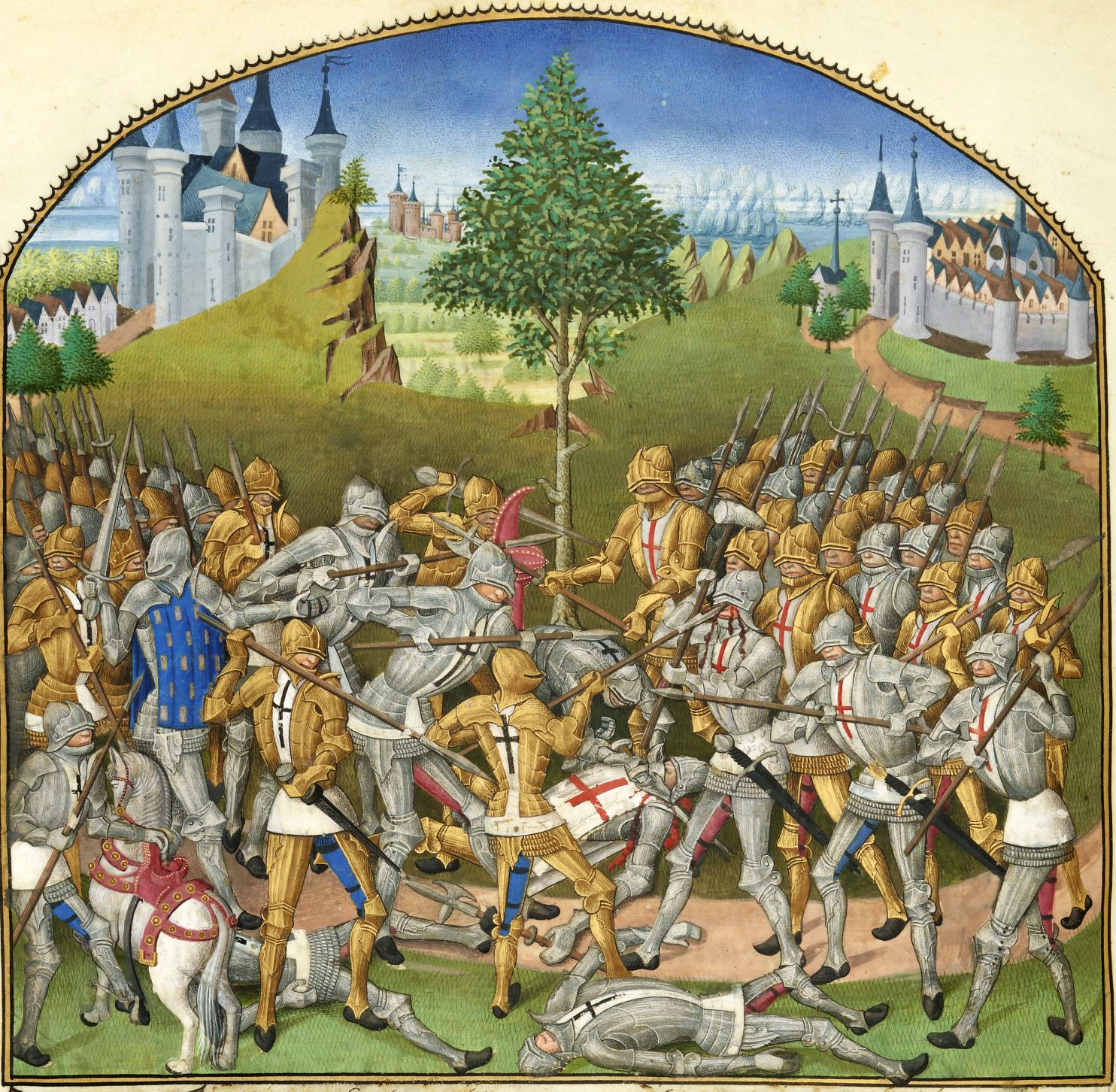
三十人之戰。出自皮埃爾·勒博所著的《布列塔尼史》（1480年）中的插畫。其中普洛埃梅勒和若斯蘭被巧妙地描繪在彼此的視線範圍內。

戰士們用上了剑、匕首、长矛和斧头戰鬥，有人乘馬、有人步行，戰況極為激烈。據傅華薩所述，这场战斗双方都非常英勇。经过数小时的战斗，布盧瓦派阵亡4人，蒙福爾派阵亡2人。双方都筋疲力尽，同意休息一下，吃点东西，包扎伤口。战斗重新开始后，蒙福爾派隊長本博罗负伤後遭布盧瓦派騎士杜布瓦擊殺。此時，蒙福爾派騎士組成嚴密防禦陣型，而布盧瓦派騎士則屢屢發動攻擊。據說一位名為克羅卡特的日耳曼戰士為蒙福爾派的防守展現了出色的實力。

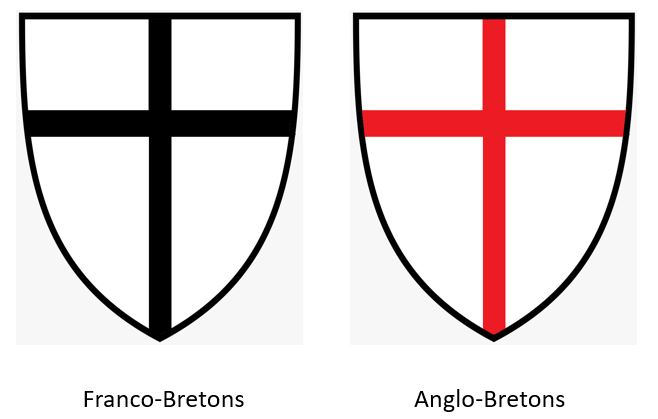
根据 P. Rault 所述，法蘭西—布列塔尼骑士（布盧瓦派）穿着带有黑色十字的长袍，而英格蘭—布列塔尼骑士（蒙福爾派）则穿着带有红色十字的长袍。

在戰鬥的尾聲，布盧瓦派的一名騎士侍從紀堯姆·德·蒙托邦駕馬衝鋒突破蒙福爾派防線。他撞翻了七名蒙福爾派戰士，其餘的戰士被迫投降。雙方在戰鬥中都出現死者或重傷者，其中蒙福爾派就戰死了九人。根據若斯蘭城堡的遊客指南敘述：「當日傍晚，勝方的博曼瓦隊長將俘虜們送往若斯蘭處決。」

## 後世評價

### 法國觀點
虽然这场战斗对布列塔尼爵位继承战争的结果没有任何影响，但它被當時代的人认为是最佳的骑士精神典范。它經過敘事詩人傳唱，在傅華薩的《大事記》與許多文學和視覺藝術中受到頌揚。在若斯蘭與普羅埃梅勒之間的戰鬥地點立了一座紀念碑。法王查理五世特別為此委託製作了一幅掛毯。參戰者的聲名遠播，以至於20年後傅華薩注意到一名傷痕累累的戰士伊夫·夏魯埃爾在查理五世的宴會上被奉為座上賓，因為他就是參與三十人之戰的倖存者之一。
根据史學家史蒂文·穆爾貝格（Steven Muhlberger）的说法，這個早期著重於騎士精神的版本更在乎：「對決如何進行，而非誰是勝者。所有參與者都願意並實際遵守規則，還有在面對受傷與被俘的風險而不逃跑的精神成為焦點。雙方在這些方面都表現出值得尊敬的態度。」
在後來，人們逐漸以非常不同的方式來看待這場戰鬥，受到當代最著名的民謠影響。蒙福爾派和英格蘭人變成反派，而布盧瓦派則是忠誠受尊敬的本地戰士。吟遊詩人列出了雙方每一位戰士的名字（尽管混淆了几个英文名字）。他將布盧瓦派定位為當地士紳貴族履行責任守護人民，正當化貴族作為弱勢百姓的英勇守護者。蒙福爾派則是一群外國傭兵和強盜組成的烏合之眾來折磨人民。布列塔尼公國被併入法蘭西王國後，這個版本被納入法蘭西民族主義對百年戰爭的解讀，即對外國勢力侵擾法國的英勇抵抗。由於在布列塔尼繼承戰爭的結果上法國是實際上的敗方，因此這場戰鬥被奉為象徵與道義上的勝利。1811年，拿破崙委託在戰鬥地點建造一座巨型方尖碑，但沒有在他的任內完成。1819年才由復辟的波旁王朝國王路易十八統治期間落成。方尖碑上刻有「上帝賜予國王長壽、波旁王朝永恆！」的銘文。後面繼續寫著：「三十位布列塔尼人的名字如下所列，他們為保護窮人、工人與工匠而戰，他們消滅了受致命異議吸引而踏上國土的外國人。布列塔尼的後代，效仿你們的先人吧！」

### 英國觀點
對英格蘭來說，這場戰鬥沒有重大意義，但由於英格蘭─布列塔尼隊的敗北只因為一名戰士騎馬突破防線，而被描述成法蘭西─布列塔尼隊作弊的證據。愛德華‧斯梅德利所著的《法國史》（1836年）稱這一行為：「帶有背叛的蹤影。」亞瑟·柯南·道爾的歷史小說《奈傑爾爵士》中以此說法進行改編。其中本博羅（小說中稱為本博羅的理查德）以騎士精神接受挑戰，但博曼瓦的侍從蒙托邦卻違反步行戰鬥規定，騎馬踐踏英格蘭人而為法蘭西─布列塔尼隊帶來勝利。
19世紀的歷史小說作家威廉·哈里森·安斯沃斯將傳唱三十人之戰的民謠翻譯成英文，他將英方的隊長命名為罗伯特·彭布罗克爵士，安斯沃斯毫無根據地將彭布羅克稱為湯瑪斯·達沃斯死後的英軍總指揮。安斯沃斯認為本博羅在布列塔尼語中（Pennbrock）和彭布羅克（Pembroke）相近，而「Penn brock」在布列塔尼語是「獾頭」的意思，這在布列塔尼民謠中已經成為本博羅的貶稱。

## 參戰名單
以下為根據安斯沃思所翻譯的詩歌所載的戰士名單列表，不過蒙福爾派總共列出了31人。
| 法蘭西—布列塔尼隊（布盧瓦派） | 英格蘭—布列塔尼隊 （蒙福爾派）     |
| ----------------------------- | ---------------------------------- |
| 讓·德·博曼瓦 爵士 若斯蘭總督  | 羅伯特·本博羅 爵士 普洛埃梅勒隊長† |
| 奥利维尔·阿雷尔 爵士          | 羅伯特·諾爾斯 爵士                 |
| 卡隆·德·博斯德加 爵士         | 湯瑪斯·比勒福特 爵士               |
| 若弗鲁瓦·杜·布瓦 爵士         | 湯瑪斯·沃頓 爵士                   |
| 伊夫·夏魯埃爾 爵士            | 休·卡維利 爵士                     |
| 居伊·德·羅什福 爵士           | 赫爾維·拉沙瓦蘭 爵士               |
| 讓·盧克賽洛 爵士              | 理查德·拉蘭德 爵士                 |
| 羅賓·拉奎內 爵士              | 約翰·普萊辛頓                      |
| 于恩·德·聖于格恩 爵士         | 理查德·蓋拉德                      |
| 讓·德·坦泰尼阿克 爵士         | 休格斯·蓋拉德                      |
| 若弗魯瓦·德·博科普            | 胡塞頓·克雷門賓                    |
| 于格·卡普勒薩格               | 埃內昆·德·居恩尚                   |
| 奧利維埃·德·豐特奈            | 勒內昆·赫羅阿特                    |
| 路易·德·戈永                  | 埃內昆·勒馬雷紹爾                  |
| 阿蘭·德·柯蘭萊                | 拉烏雷·德·阿斯普雷蒙               |
| 紀堯姆·德·拉蘭德              | 高堤埃·勒阿萊芒                    |
| 紀堯姆·德·拉馬爾什            | 博比內·梅里巴                      |
| 若弗魯瓦·德·默倫†             | 讓·特魯塞爾                        |
| 紀堯姆·德·蒙托邦              | 羅賓·阿德斯                        |
| 奧利維埃·德·蒙特維爾          | 佩洛·甘內倫                        |
| 莫里斯·杜·帕克                | 吉耶曼·勒蓋亞爾                    |
| 崔斯坦·德·佩斯蒂維安          | 詹內昆·泰拉德                      |
| 居永·德·蓬布蘭                | 朗戈·勒庫阿爾                      |
| 若弗魯瓦·普拉†                | 拉烏·普雷沃                        |
| 西莫內·帕沙                   | 達丹內†                            |
| 若弗魯瓦·德·拉羅什            | 雷佩福特                           |
| 讓·德·塞朗                    | 日耳曼的克羅卡特                   |
| 阿蘭·德·坦泰尼阿克            | 伊桑內                             |
| 莫里斯·德·崔齊圭菲            | 達沃斯（湯瑪斯·達沃斯爵士的姪子）  |
| 蓋斯蘭·德·崔西圭迪            | 埃利松                             |
|                               | 埃雷科                             |

†表示確認戰死者。蒙福爾派總共陣亡九人，其餘被俘；布盧瓦派至少戰死三人，但可能更多。其中一些人成為俘虜，被帶到若斯蘭處決。